# Mazarredia cephalica
Mazarredia cephalica är en insektsart som först beskrevs av Wilhem de Haan 1842.  Mazarredia cephalica ingår i släktet Mazarredia och familjen torngräshoppor. Inga underarter finns listade i Catalogue of Life.